# Theodor-Heuss-Platz
De Theodor-Heuss-Platz (door de omwonenden Theo genoemd) is een groot Berlijns plein, gelegen in het stadsdeel Westend van het district Charlottenburg-Wilmersdorf. Op de Theodor-Heuss-Platz komen de Heerstraße, Reichsstraße, Kaiserdamm, Linden-, Ahorn-, Pommern- en Masurenallee uit. Onder het plein bevindt zich het gelijknamige metrostation.

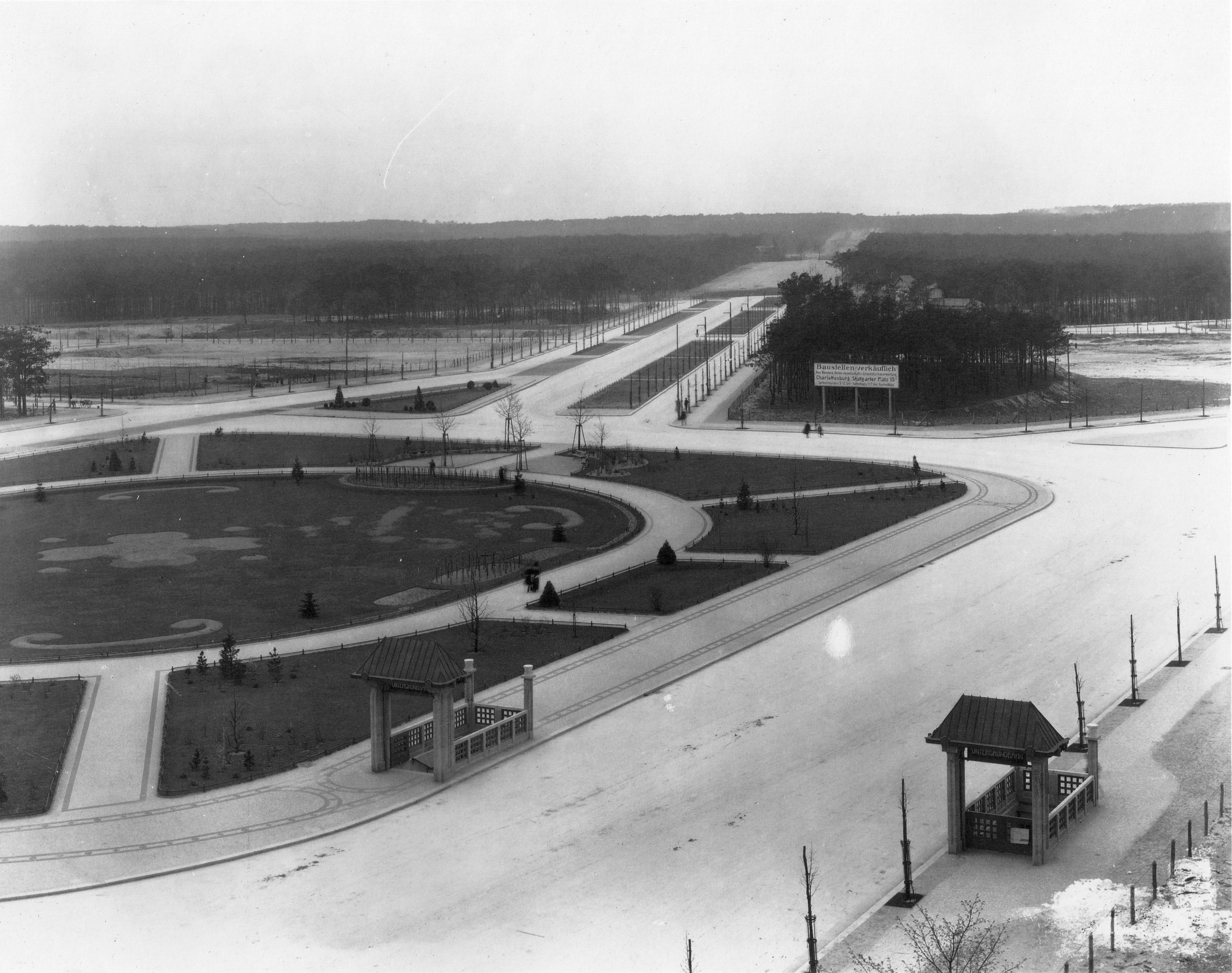
De Reichskanzlerplatz in 1907

Het plein werd in  1904-1908 aangelegd als sierplein en kreeg de naam Reichskanzlerplatz. Oorspronkelijk was het plein onbebouwd, met uitzondering van de Villa Tanneck, die gebruikt werd als meisjeskostschool. In 1933 werd het plein omgedoopt tot Adolf-Hitler-Platz, maar in 1947 kreeg het zijn oorspronkelijke naam weer terug. Na het overlijden van bondspresident Theodor Heuss in 1963 kreeg het plein zijn huidige naam.